# Мендоса, Патрисио
Джоффре Патрисио Мендоса Пальма (Буэна-Фе, 1965 — Кеведо, 21 декабря 2020), более известный как «Чоло» Мендоса, — эквадорский инженер-агрономом и политик. Среди государственных должностей, которые он занимал, — депутат и член национального собрания, а также мэр кантона Буэна-Фе в течение двух сроков подряд.
В 2003 году его обвинили в причастности к убийству политического лидера Хорхе Могровехо, который осудил Мендосу за нарушения в его муниципальной администрации.

## Политическая карьера

### Муниципалитет Буэна-Фе
За время своего пребывания на посту мэра Буэна-Фе Мендоса получил несколько обвинений в предполагаемых актах коррупции и незаконного обогащения. Обвинения были выдвинуты группой граждан во главе с Хорхе Могровехо Веласко, лидером Народно-демократического движения, которые подали жалобы на Мендосу Генеральному контролеру штата, Налоговой службе и Комиссии по гражданскому контролю над коррупцией, где подчеркивалось, что Мендоса, происходивший из семьи среднего класса и имевший небольшое личное состояние в то время, когда он заступил на пост мэра, стал владельцем гасиенд в провинциях Лос-Риос, Пичинча и Эсмеральдас; особняков в Буэна-Фе, Салинасе и Майами, а также нескольких роскошных автомобилей, один из которых стоит 150 000 долларов США.
Некоторым из заявителей угрожали смертью, а двое из них пострадали от неудавшегося нападения в июне 2003 года, когда неизвестные обстреляли автомобиль, в котором они ехали. Группа инспекторов из Счетной палаты прибыла в муниципалитет в середине августа, чтобы начать проверку деятельности Мендосы, но мэр не позволил им провести оценку. 26 августа 2003 года Могровехо был убит неизвестными, которые выстрелили в него семь раз, когда он возвращался домой. Жена Могровехо обвинила Мендосу в нападении и рассказала об угрозах смертью, которые Могровехо и его родственники получали после подачи жалоб о коррупции. Мендоса категорически отверг обвинения.
Комиссия по гражданскому контролю за коррупцией нашла доказательства незаконного обогащения Мендосы, но дело было закрыто.

### Позже политическая жизнь
На выборах в законодательные органы 2006 года он был избран национальным депутатом, представляющим провинцию Лос-Риос от Эквадорской партии рольдосистов, но был отстранен от должности вместе с остальной частью Национального конгресса в ноябре следующего года, в ходе Учредительный Ассамблеи 2007 и 2008 годов .
В 2017 году Мендоса был избран членом национального собрания, представляющим Лос-Риос от альянса движений CREO и SUMA . В конце 2018 года ушел в отставку, чтобы баллотироваться в качестве кандидата в префекты Лос-Риоса на выборах 2019 года, но проиграл Джонни Терану, которого Мендоса обвинил в мошенничестве на выборах.
Незадолго до гибели Мендоса зарегистрировался в качестве кандидата в депутаты на выборах в законодательные органы 2021 года от партии «Аванза». В декабре 2020 года он подал жалобу на префекта Джонни Терана за якобы неправомерное использование активов префектуры для продвижения предвыборной кампании его сына в Национальное собрание, в качестве доказательств которой он представил видео, аудиозаписи и фотографии.

## Убийство
В ночь на 21 декабря 2020 года Мендоса был перехвачен на дороге Кеведо-Валенсия лицами, ехавшими на мотоцикле, и обстрелян. Через несколько минут его доставили в медицинский центр, где констатировали его смерть.
Через несколько дней после убийства брат Мендосы заявил, что преступление якобы было совершено по политическим мотивам.